# 함평 노씨
함평 노씨(咸平魯氏)는 전라남도 함평군을 본관으로 하는 한국의 성씨이다.

## 역사
시조 노목(魯穆)은 고려 인종 때 통훈대부(通訓大夫)로 삼가현감(三嘉縣監)이 되어 이자겸(李資謙)을 축출하는 데 공을 세워 문하시중(門下侍中)에 올라 가수군(嘉樹君)에 봉해졌다가 함풍군(咸豊軍)에 가봉되었다고 한다.

## 분파
7세손 노신(魯愼)의 아들 3형제에서 장자 노성안(魯成顔)은 나주(羅州)를 중심으로 기장현감공파(機張縣監公派派), 둘째 노희안(魯希顔)은 무안(務安)의 진사공파(進士公派), 막내인 노유안(魯有顔)은 함평(咸平)의 한림공파(翰林公派派)로 분파되었다.

## 인물
- 노인(魯認, 1566년 ∼ 1622년) : 자는 공식(公識), 호는 금계(錦溪). 전라남도 나주 출신. 1582년(선조 15) 진사시에 합격하고, 천거로 별제(別提)에 제수되었다. 1602년 무과에 급제하여 선전관(宣傳官), 수원부사(水原府使), 황해수사(黃海水使)를 지내다가 광해군이 즉위하자 병을 사칭하고 귀향하였다. 1592년 임진왜란 때 권율(權慄)을 따라 이치(梨峙)·행주·의령 등지의 전투에서 전공을 세웠다. 정유재란 때에는 남원성(南原城)이 함락되자 적정을 살피다가 적탄에 맞아 포로로 일본에 잡혀갔다. 3년간 억류되어 있던 중 중국에서 차관(差官)으로 온 임진혁(林震虩)의 배편으로 동료 기효순(奇孝淳)과 함께 명나라로 탈출하였다. 그 뒤 무이서원(武夷書院)에서 정주학(程朱學)을 강론하다가 신종(神宗)으로부터 말 1필을 하사받고 1599년 귀국하였다. 1604년 진용교위(進勇校尉)로 있을 때 당포(唐浦)에 남아 있는 왜적을 격파해 선조로부터 「당포승전도(唐浦勝戰圖)」를 하사받았다. 저술로는 일본에 억류되어 있을 때 지은 「피부동고록(被俘同苦錄)」·「거왜수록(居倭隨錄)」·「왜국지도(倭國地圖)」가 있으며, 저서로는 『금계집(錦溪集)』 6권 2책이 있다.

- 노병희(魯炳熹, 1850년 ~ 1918년) : 자는 명중(明仲), 호는 호정(壺亭). 전라도 고창 출신. 1888년부터 1893년까지 최익현(崔益鉉)의 문하에서 수학하였다. 1904년 영친왕 진료 후 6품 승훈랑(承訓郞)에서 정3품 통정대부(通政大夫)가 되었다. 1906년 3월 최익현과 의병을 일으킬 것을 모의한 뒤 군자금모금 운동을 전개하였다. 무성서원(武城書院)회의 후 의진이 결성되자, 그 휘하 의관으로 활약하면서 곡성(谷城) 등지에서 일본군과 교전하였으나 패배하였다. 그 해 대마도로 가서 유배 중 단식으로 병을 얻은 최익현을 치료하였다. 1980년 건국포장, 1990년 애국장이 추서되었다. 손자 노진룡(鎭龍)도 독립운동에 투신하였다.

- 노진환(魯璡煥, 1928년 ~ 2000년) : 제8·9대 국회의원
- 노승행(魯勝行, 1940년 ~ ) : 제34대 광주지방검찰청 검사장
- 노정선(魯貞善, (魯善基), 1944 ~ ) : 서울과학기술대학교 명예교수, 서울과학기술대학교대학원장(전)
- 노윤갑(魯允甲 1958 ~  ) : 前 KBS 드라마 PD, 다큐스토리sutv(CATV) 대표, 세한대학교 교수
- 노홍일(魯泓一 , 1958~  ) : 대진(우레탄)산업 대표, 동아대학교, 인제대학교 경영학 교수
- 노희철(魯喜喆, 1960~   ) : 前 국방부 부이사관
- 노재환(魯在煥, 1961년 ~ ) : 고려대학교 의료법학연구소 교수
- 노재호(魯宰昊, 1962년 ~ ) : 순천경찰서 서장
- 노미리비( 1988년 ~  ) : 연세대학교 의과대학 교수
- 노도영(魯都永, 1963년 ~ ) : 광주과학기술원 교수
- 노만경(魯萬景, 1964년 ~ ) : 前 서울중앙지법 부장판사
- 노정연(魯禎姸, 1967년 ~ ) : 제35대 부산고등검찰청 검사장, 노승행의 딸
- 노영준(魯永準, 1995년 ~ ) : 주한사우디아라비아 대사관 공무원

## 과거 급제자
함평 노씨는 조선시대 문과 급제자 3명, 무과 급제자 10명을 배출하였다.
문과
노극명(魯克明) 노성탁(魯聖鐸) 노연령(魯延齡)
무과
노귀인(魯貴仁) 노명달(魯明達) 노문혁(魯文赫) 노선(魯選) 노선남(魯先男) 노승운(魯承云) 노얼쇠(魯於里金) 노유생(魯有生) 노종주(魯宗周) 노흥문(魯興文)
생원시
노연령(魯延齡) 노희찬(魯熙纘)
진사시
노연령(魯延齡) 노영식(魯榮植) 노자정(魯自貞) 노종국(魯宗國) 노탁(魯濯)

## 본관
함평(咸平)은 전라남도 함평군의 지명이다. 본래 백제의 굴내현(屈乃縣)이었는데, 통일신라에서 757년(경덕왕 16) 함풍현으로 고쳐서 무안군(務安郡)의 영현(領縣)으로 삼았다. 고려에서 1018년(현종 9) 영광군의 속현이 되었다가 1172년(명종 2) 감무가 파견되었다. 1409년(태종 9) 모평현(牟平縣)과 합하여 함평현으로 개편하였다.1896년 전라남도 함평군이 되었다.

## 인구
- 2000년 25,408명
- 2015년 함평 노씨 31,724명 + 함풍 노씨 3,502명 + 함평 로씨 5명 = 35,231명